# SM Line
SM Line Corporation (SML) ist eine südkoreanische Containerlinienreederei mit Sitz in Seoul.

## Geschichte
Gegründet wurde die Reederei am 15. Dezember 2016 als Tochterunternehmen der südkoreanischen Samra Midas Group. Der Anlass zum Aufbau einer neuen Containerlinienreederei war der Zusammenbruch der südkoreanischen Hanjin Shipping, aus deren Konkursmasse die beiden Containerterminals in Gwangyang und Incheon und etwa zehn mittelgroße Containerschiffe übernommen wurden. Im März 2017 begann die Reederei mit dem Aufbau seiner ersten Containerdienste im asiatischen Raum. Es wird zunächst beabsichtigt, acht Intra-asiatische Dienst zwischen China, Japan, Thailand, Vietnam, India, Pakistan, Indonesia sowie weiteren Staaten aufzubauen.
Mitte 2017 setzte SM Line eine Flotte von 23 Containerschiffen ein, von denen ein Teil eingechartert ist. Bis Ende des Jahres sollen 30 Schiffe mit einer Kapazität von rund 110.000 TEU bereedert werden.